# Moncenisio
Moncenisio is een gemeente in de Italiaanse provincie Turijn (regio Piëmont) en telt 48 inwoners (31-12-2004). De oppervlakte bedraagt 4,0 km², de bevolkingsdichtheid is 12 inwoners per km².

## Demografie
Moncenisio telt ongeveer 30 huishoudens. Het aantal inwoners steeg in de periode 1991-2001 met 9,5% volgens cijfers uit de tienjaarlijkse volkstellingen van ISTAT.
| Jaar | Inwoneraantal |
| ---- | ------------- |
| 1991 | 42            |
| 2001 | 46            |

## Geografie
De gemeente ligt op ongeveer 1460 m boven zeeniveau.
Moncenisio grenst aan de volgende gemeenten: Lanslebourg-Mont-Cenis (FR-73), Novalesa, Venaus.